# B&B Hotels-KTM
El B&B Hotels-KTM (codi UCI: BBK), és un equip ciclista professional francès de categoria Professional Continental que va ser creat el 2018. La seva seu és a Theix, França. L'equip va ser presentat a l'agost de 2017, amb un pressupost inicial de 6 milions d'euros, i Jérôme Pineau com a mànager.

## Palmarès

### Curses d'un dia
- Circuit d'Houtland: 2018 (Jonas Van Genechten)
- Gran Premi de Lillers-Souvenir Bruno Comini: 2018 (Jérémy Lecroq)

### Grans Voltes
- Tour de França
  - 3 participacions (2020, 2021, 2022) 
  - 1 classificació secundària:
    - Premi de la combativitat: 2021 (Franck Bonnamour)

## Composició de l'equip 2022
| Ciclista              | Data de naixement | País     | Equip any anterior             |
| --------------------- | ----------------- | -------- | ------------------------------ |
| Pierre Barbier        | 25/09/1997        | França   | Delko                          |
| Cyril Barthe          | 14/02/1996        | França   | B&B Hotels p/b KTM             |
| Alan Boileau          | 25/06/1999        | França   | B&B Hotels p/b KTM             |
| Franck Bonnamour      | 20/06/1995        | França   | B&B Hotels p/b KTM             |
| Maxime Chevalier      | 16/05/1999        | França   | B&B Hotels p/b KTM             |
| Jens Debusschere      | 28/08/1989        | Bèlgica  | B&B Hotels p/b KTM             |
| Thibault Ferasse      | 12/09/1994        | França   | B&B Hotels p/b KTM             |
| Cyril Gautier         | 26/09/1987        | França   | B&B Hotels p/b KTM             |
| Alexis Gougeard       | 05/03/1993        | França   | AG2R Citroën Team              |
| Miguel Heidemann      | 27/01/1998        | Alemanya | Leopard Pro Cycling            |
| Jonathan Hivert       | 23/03/1985        | França   | B&B Hotels p/b KTM             |
| Quentin Jauregui      | 22/04/1994        | França   | B&B Hotels p/b KTM             |
| Victor Koretzky       | 26/08/1994        | França   | Néo-professionnel              |
| Adrien Lagrée         | 25/04/1997        | França   | B&B Hotels p/b KTM (stagiaire) |
| Axel Laurance         | 13/04/2001        | França   | B&B Hotels p/b KTM (stagiaire) |
| Jérémy Lecroq         | 07/04/1995        | França   | B&B Hotels p/b KTM             |
| Cyril Lemoine         | 03/03/1983        | França   | B&B Hotels p/b KTM             |
| Eliot Lietaer         | 15/08/1990        | Bèlgica  | B&B Hotels p/b KTM             |
| Julien Morice         | 20/07/1991        | França   | B&B Hotels p/b KTM             |
| Luca Mozzato          | 15/02/1998        | Itàlia   | B&B Hotels p/b KTM             |
| Raphaël Parisella     | 23/10/2002        | Canadà   | Rally Cycling (stagiaire)      |
| Pierre Rolland        | 10/10/1986        | França   | B&B Hotels p/b KTM             |
| Sebastian Schönberger | 14/05/1994        | Àustria  | B&B Hotels p/b KTM             |
| Jordi Warlop          | 04/06/1996        | Bèlgica  | Sport Vlaanderen-Baloise       |

## Classificacions UCI
L'equip participa en les proves dels circuits continentals i principalment en les curses del calendari de l'UCI Europa Tour.
UCI Àsia Tour
| Temporada | Classificació per equips | Millor ciclista en la classificació individual |
| --------- | ------------------------ | ---------------------------------------------- |
| 2018      | 40è                      | Bryan Coquard (105è)                           |

UCI Europa Tour
| Temporada | Classificació per equips | Millor ciclista en la classificació individual |
| --------- | ------------------------ | ---------------------------------------------- |
| 2018      | 11è                      | Lorrenzo Manzin (75è)                          |
| 2019      | 8è                       | Bryan Coquard (58è)                            |
| 2020      | 7è                       | Bryan Coquard (119è)                           |
| 2021      | 5è                       | Franck Bonnamour (93è)                         |

El 2016 la Classificació mundial UCI passa a tenir en compte totes les proves UCI. Durant tres temporades existeix paral·lelament amb la classificació UCI World Tour i els circuits continentals. A partir del 2019 substitueix definitivament la classificació UCI World Tour.
| Temporada | Classificació per equips | Millor ciclista en la classificació individual |
| --------- | ------------------------ | ---------------------------------------------- |
| 2018      | -                        | Quentin Pacher (191è)                          |
| 2019      | 26è                      | Bryan Coquard (71è)                            |
| 2020      | 26è                      | Bryan Coquard (145è)                           |
| 2021      | 24è                      | Franck Bonnamour (109è)                        |